# René Magon de La Villebague
Pour les autres membres de la famille, voir Famille Magon.
René Magon de La Villebague est un officier français supérieur né le 22 avril 1722 à Saint-Malo et mort le 5 octobre 1778 à Port Louis. Il est issu d'une famille d'armateurs de Saint-Malo, qui a fait une carrière dans les colonies françaises au XVIIIe siècle, au service de la Compagnie française des Indes orientales.

## Biographie
Fils de Julien-Alain Magon de La Villebague, né le 16 juin 1691, et de Marie Moreau de Maupertuis, fille de René Moreau de Maupertuis et sœur du célèbre savant Pierre Louis Moreau de Maupertuis, président de l’Académie Royale des Sciences de Prusse, René Magon de La Villebague débute dans la carrière maritime et, après avoir commandé plusieurs vaisseaux, devient administrateur colonial.
D'abord nommé gouverneur général de la Compagnie des Indes, puis gouverneur de l'Ile de France (aujourd'hui Île Maurice) et de l'Île Bourbon (aujourd'hui La Réunion) de 1755 à 1759. Le château de la Villebague, dans le domaine de la Rosalie, près de Pamplemousses, a été nommé d'après lui. De décembre 1763 à janvier 1766 il se voit même confier le poste d'intendant de Saint-Domingue et des Îles Sous-le-Vent, une lourde responsabilité
Il est enterré au cimetière de Pamplemousses, où sa tombe est inscrite au patrimoine mauricien depuis 1951.
Marié à Vincente Elisabeth Verger, puis à Julienne Jacquette de La Pierre, il était le père de :
- Dominique Magon, baron de Saint-Élier (1759-1828), lieutenant de vaisseau, substitut du procureur général du roi au Conseil supérieur de l'Île de France et de Bourbon, maire de Rivière du Rempart, qui épouse le 30 mai 1775 sa parente Marie Magon du Bosc, dont postérité.
- Alain François Magon de Saint-Élier (1762-1837), conseiller au parlement de Paris, puis substitut près du Tribunal suprême de l'Île de France
- Charles René Magon de Médine, contre-amiral tué à la bataille de Trafalgar.